# Football League Cup 2006-2007
La Football League Cup 2006-2007, conosciuta anche con il nome di Carling Cup per motivi di sponsorizzazione, è stata la 47ª edizione del terzo torneo calcistico più importante del calcio inglese, la 41ª in finale unica. La manifestazione, ebbe inizio il 21 agosto 2006 e si concluse il 25 febbraio 2007 con la finale del Millennium Stadium di Cardiff, sede scelta per ospitare l'evento, in attesa della conclusione dei lavori di ristrutturazione del nuovo Wembley.
Il trofeo fu vinto dal Chelsea, che nell'atto conclusivo si impose con il punteggio di 2-1 sui concittadini dell'Arsenal.

## Formula
La Football League Cup era riservata alle 20 squadre della Premier League e alle 72 della Football League. Ogni turno della competizione è composto da scontri ad eliminazione diretta, ad esclusione delle semifinali che si compongono di due match dove la squadra con il miglior risultato combinato accede in finale. Se al termine di ogni partita o se il risultato combinato delle semifinali è identico, vengono giocati i tempi supplementari. Se anche al termine dei tempi supplementari il punteggio è ancora in parità, si passa ai calci di rigore.
|                              | Squadre che entrano in questo turno                                                                    | Squadre qualificate dal turno precedente    |
| ---------------------------- | --- | ------------------------------------------- |
| Primo turno (72 squadre)     | - 24 squadre dalla Third Division - 24 squadre dalla Second Division - 24 squadre dalla First Division |                                             |
| Secondo turno (48 squadre)   | - 12 squadre dalla Premier League (non partecipanti alle competizioni europee)                         | - 36 squadre vincitrici del primo turno     |
| Terzo turno (32 squadre)     | - 8 squadre dalla Premier League (partecipanti alle competizioni europee)                              | - 24 squadre vincitrici del secondo turno   |
| Quarto turno (16 squadre)    | | - 16 squadre vincitrici del terzo turno     |
| Quarti di finale (8 squadre) | | - 8 squadre vincitrici del quarto turno     |
| Semifinali (4 squadre)       | | - 4 squadre vincitrici dei quarti di finale |
| Finale (2 squadre)           | | - 2 squadre vincitrici delle semifinali     |

## Primo Turno

### North
| Squadra 1          | Risultato       | Squadra 2         |
| ------------------ | --------------- | ----------------- |
| Chesterfield       | 0 - 0 (4-3 dcr) | Wolverhampton     |
| Stoke City         | 1 - 2           | Darlington        |
| Port Vale          | 2 - 1           | Preston N.E.      |
| Burnley            | 0 - 1           | Hartlepool Utd    |
| Sheffield Weds     | 1 - 4           | Wrexham           |
| Bury               | 2 - 0           | Sunderland        |
| Hull City          | 2 - 1 (dts)     | Tranmere          |
| Blackburn          | 1 - 1 (4-2 dcr) | Barnsley          |
| Huddersfield Town  | 0 - 2           | Mansfield Town    |
| Carlisle Utd       | 1 - 1 (4-3 dcr) | Bradford City     |
| Rotherham Utd      | 3 - 1           | Oldham Athletic   |
| Scunthorpe Utd     | 4 - 2 (dts)     | Lincoln City      |
| Accrington Stanley | 1 - 0           | Nottingham Forest |
| Grimsby Town       | 0 - 3           | Crewe Alexandra   |
| Leeds Utd          | 1 - 0           | Chester City      |
| Doncaster          | 3 - 2           | Rochdale          |
| Stockport County   | 0 - 1           | Derby County      |
| Leicester City     | 2 - 0           | Macclesfield Town |

### South
| Squadra 1        | Risultato       | Squadra 2        |
| ---------------- | --------------- | ---------------- |
| Cardiff City     | 0 - 2           | Barnet           |
| MK Dons          | 1 - 0 (dts)     | Colchester Utd   |
| Swindon Town     | 2 - 2 (3-4 dcr) | Brentford        |
| Crystal Palace   | 1 - 2           | Notts County     |
| Hereford Utd     | 3 - 1           | Coventry City    |
| Swansea City     | 3 - 2 (dts)     | Wycombe          |
| Peterborough Utd | 1 - 1 (4-2 dcr) | Ipswich Town     |
| Bournemouth      | 1 - 3           | Southend Utd     |
| Brighton         | 1 - 0           | Boston Utd       |
| Cheltenham Town  | 2 - 1           | Bristol City     |
| Millwall         | 2 - 1           | Gillingham       |
| Southampton      | 5 - 2           | Yeovil Town      |
| Birmingham City  | 1 - 0           | Shrewsbury Town  |
| Plymouth         | 0 - 1           | Walsall          |
| Bristol Rovers   | 1 - 1 (3-5 dcr) | Luton Town       |
| QPR              | 3 - 2           | Northampton Town |
| Torquay Utd      | 0 - 2           | Norwich City     |
| Leyton Orient    | 0 - 3           | West Bromwich    |

## Secondo Turno
| Squadra 1        | Risultato       | Squadra 2          |
| ---------------- | --------------- | ------------------ |
| Leeds Utd        | 3 - 1           | Barnet             |
| Watford          | 0 - 0 (6-5 dcr) | Accrington Stanley |
| Crewe Alexandra  | 2 - 0           | Wigan              |
| Doncaster        | 3 - 3 (8-7dcr)  | Derby County       |
| Sheffield Utd    | 1 - 0           | Bury               |
| Millwall         | 0 - 4           | Southampton        |
| West Bromwich    | 3 - 1           | Cheltenham Town    |
| Peterborough Utd | 1 - 2           | Everton            |
| Hereford Utd     | 1 - 3           | Leicester City     |
| Port Vale        | 3 - 2           | QPR                |
| Fulham           | 1 - 2           | Wycombe            |
| Hull City        | 0 - 0 (3-2 dcr) | Hartlepool Utd     |
| Walsall          | 1 - 3           | Bolton             |
| Middlesbrough    | 0 - 1           | Notts County       |
| Charlton         | 1 - 0           | Carlisle Utd       |
| Barnsley         | 1 - 2           | MK Dons            |
| Chesterfield     | 2 - 1           | Manchester City    |
| Scunthorpe Utd   | 1 - 2           | Aston Villa        |
| Southend Utd     | 3 - 2           | Brighton           |
| Brentford        | 0 - 3           | Luton Town         |
| Reading          | 3 - 3 (4-2 dcr) | Darlington         |
| Birmingham City  | 1 - 1 (4-1 dcr) | Wrexham            |
| Rotherham Utd    | 2 - 4           | Norwich City       |
| Mansfield Town   | 1 - 2           | Portsmouth         |

## Terzo Turno
| Squadra 1       | Risultato       | Squadra 2       |
| --------------- | --------------- | --------------- |
| Wycombe         | 1 - 1 (3-2 dcr) | Doncaster       |
| Sheffield Utd   | 2 - 4           | Birmingham City |
| Leicester City  | 2 - 3 (dts)     | Aston Villa     |
| Watford         | 2 - 1           | Hull City       |
| Leeds Utd       | 1 - 3           | Southend Utd    |
| Chesterfield    | 2 - 1           | West Ham Utd    |
| Notts County    | 2 - 0           | Southampton     |
| Newcastle Utd   | 3 - 0           | Portsmouth      |
| Charlton        | 1 - 0           | Bolton          |
| Liverpool       | 4 - 3           | Reading         |
| West Bromwich   | 0 - 2           | Arsenal         |
| Port Vale       | 0 - 0 (3-2 dcr) | Norwich City    |
| Everton         | 4 - 0           | Luton Town      |
| MK Dons         | 0 - 5           | Tottenham       |
| Crewe Alexandra | 1 - 2 (dts)     | Manchester Utd  |
| Blackburn       | 0 - 2           | Chelsea         |

## Quarto Turno
| Squadra 1       | Risultato       | Squadra 2      |
| --------------- | --------------- | -------------- |
| Birmingham City | 0 - 1           | Liverpool      |
| Chelsea         | 4 - 0           | Aston Villa    |
| Chesterfield    | 3 - 3 (3-4 dcr) | Charlton       |
| Everton         | 0 - 1           | Arsenal        |
| Notts County    | 0 - 1           | Wycombe        |
| Tottenham       | 3 - 1 (dts)     | Port Vale      |
| Southend Utd    | 1 - 0           | Manchester Utd |
| Watford         | 2 - 2 (4-5 dcr) | Newcastle Utd  |

## Quarti di Finale
| Squadra 1     | Risultato   | Squadra 2    |
| ------------- | ----------- | ------------ |
| Charlton      | 0 - 1       | Wycombe      |
| Liverpool     | 3 - 6       | Arsenal      |
| Newcastle Utd | 0 - 1       | Chelsea      |
| Tottenham     | 1 - 0 (dts) | Southend Utd |

## Semifinali
| Squadra 1 | Totale | Squadra 2 | Andata          | Ritorno         |
| --------- | ------ | --------- | --------------- | --------------- |
|           |        |           | 10 gennaio 2007 | 23 gennaio 2007 |
| Wycombe   | 1 - 5  | Chelsea   | 1 - 1           | 0 - 4           |
|           |        |           | 24 gennaio 2007 | 31 gennaio 2007 |
| Tottenham | 3 - 5  | Arsenal   | 2 - 2           | 1 - 3 (dts)     |

## Finale
| Arbitro: | Howard Webb |

|             |           |                 |
| Walcott 13’ | Marcatori | 20’, 84’ Drogba |

| Arsenal | Chelsea |

| ARSENAL         |    |                   |           |
|                 |    |                   |           |
| P               | 24 | Manuel Almunia    |           |
| D               | 31 | Justin Hoyte      |           |
| D               | 5  | Kolo Touré (C)    | 90+6’     |
| D               | 6  | Philippe Senderos |           |
| D               | 45 | Armand Traoré     | 66’       |
| C               | 32 | Theo Walcott      |           |
| C               | 4  | Cesc Fàbregas     | 90+6’     |
| C               | 15 | Denílson          | 29’       |
| C               | 2  | Abou Diaby        | 68’       |
| A               | 30 | Jérémie Aliadière | 80’       |
| A               | 9  | Júlio Baptista    |           |
| A disposizione: |    |                   |           |
| P               | 21 | Mart Poom         |           |
| D               | 20 | Johan Djourou     |           |
| D               | 27 | Emmanuel Eboué    | 66’ 88’   |
| C               | 13 | Alexander Hleb    | 68’       |
| A               | 25 | Emmanuel Adebayor | 80’ 90+6’ |
| Manager:        |    |                   |           |
| Arsène Wenger   |    |                   |           |

| CHELSEA         |    |                  |           |
|                 |    |                  |           |
| P               | 1  | Petr Čech        |           |
| D               | 19 | Lassana Diarra   | 52’       |
| D               | 26 | John Terry (C)   | 63’       |
| D               | 6  | Ricardo Carvalho | 49’       |
| D               | 18 | Wayne Bridge     |           |
| C               | 4  | Claude Makélélé  | 45’       |
| C               | 8  | Frank Lampard    | 90+6’     |
| C               | 13 | Michael Ballack  |           |
| C               | 5  | Michael Essien   | 39’       |
| A               | 7  | Andrij Ševčenko  | 90+9’     |
| A               | 11 | Didier Drogba    |           |
| A disposizione: |    |                  |           |
| P               | 40 | Hilário          |           |
| D               | 3  | Ashley Cole      |           |
| C               | 12 | John Obi Mikel   | 63’ 90+6’ |
| C               | 16 | Arjen Robben     | 45’       |
| A               | 21 | Salomon Kalou    | 90+9’     |
| Manager:        |    |                  |           |
| José Mourinho   |    |                  |           |